# Pingasa rufifascia
Pingasa rufifascia là một loài bướm đêm trong họ Geometridae.